# Јан Облак
Јан Облак (Шкофја Лока, 7. јануар 1993) je професионални словеначки фудбалер који игра на позицији голмана. Тренутно наступа за екипу Атлетика из Мадрида у Ла Лиги.

## Биографија
Облак је рођен у словеначком месту Шкофја Лока. Облак је са мајчине стране српског порекла. Његова мајка је родом из места Соколиште код Новог Града у Републици Српској, Босна и Херцеговина.

## Клупска каријера
Каријеру је започео у тимовима из Словеније, а у Бенфику је прешао 2010. године. Бранио је у финалу Лиге Европе, када је његов тим изгубио 2-1 од Челсија.
Док је играо за Бенфику, Облак је био и на различитим позајмицама.
У Беира Мару и Ољаненсеу није бранио ни на једној утакмици, али је зато бранио 16 утакмица у Леирији и 28 утакмица у португалском прволигашу Рио Авеу.

### Атлетико Мадрид
Године 2014. Јан Облак је из Бенфике прешао у Атлетико Мадрид.
Одбранио је маестралну  сезону 2015/16. у шпанској лиги, јер је у 38 кола примио само 18 голова.
Исте сезоне осваја Замора трофеј за најбољег голмана Ла Лиге и бива проглашен најбољим голманом Европе.
Трофеј осваја и наредне сезоне, упркос томе што је провео шест месеци на клупи (због повреде на утакмици против Виљареала), а чак и пошто је примио неколико голова више него годину дана раније.

## Репрезентативна каријера
Још као петнаестогодишњак почео је да брани за Словенију.
После одласка Самира Хандановића из репрезентације 2015. године, Облак постаје први голман репрезентације.
Два пута је проглашаван за најбољег фудбалера Словеније.

## Највећи успеси

### Бенфика
- Првенство Португалије (1) : 2013/14.
- Куп Португалије (1) : 2013/14.
- Лига куп Португалије (1) : 2013/14.
- Лига Европе : финале 2013/14.

### Атлетико Мадрид
- Првенство Шпаније (1) : 2020/21.
- Суперкуп Шпаније (1) : 2014.
- Лига Европе (1) : 2017/18.
- УЕФА суперкуп (1) : 2018.
- Лига шампиона : финале 2015/16.

### Индивидуална признања
- Примеира лига — најбољи голман (1) : 2013/14.
- Замора трофеј (2) : 2015/16, 2016/17.
- Ла Лига — тим године (2) : 2015/16, 2016/17.
- Лига Шампиона — тим сезоне (2) : 2015/16, 2016/17.
- Ла Лига — најбољи голман (1) : 2015/16.
- Ла Лига — тим године (1) : 2016/17.